# جيزور

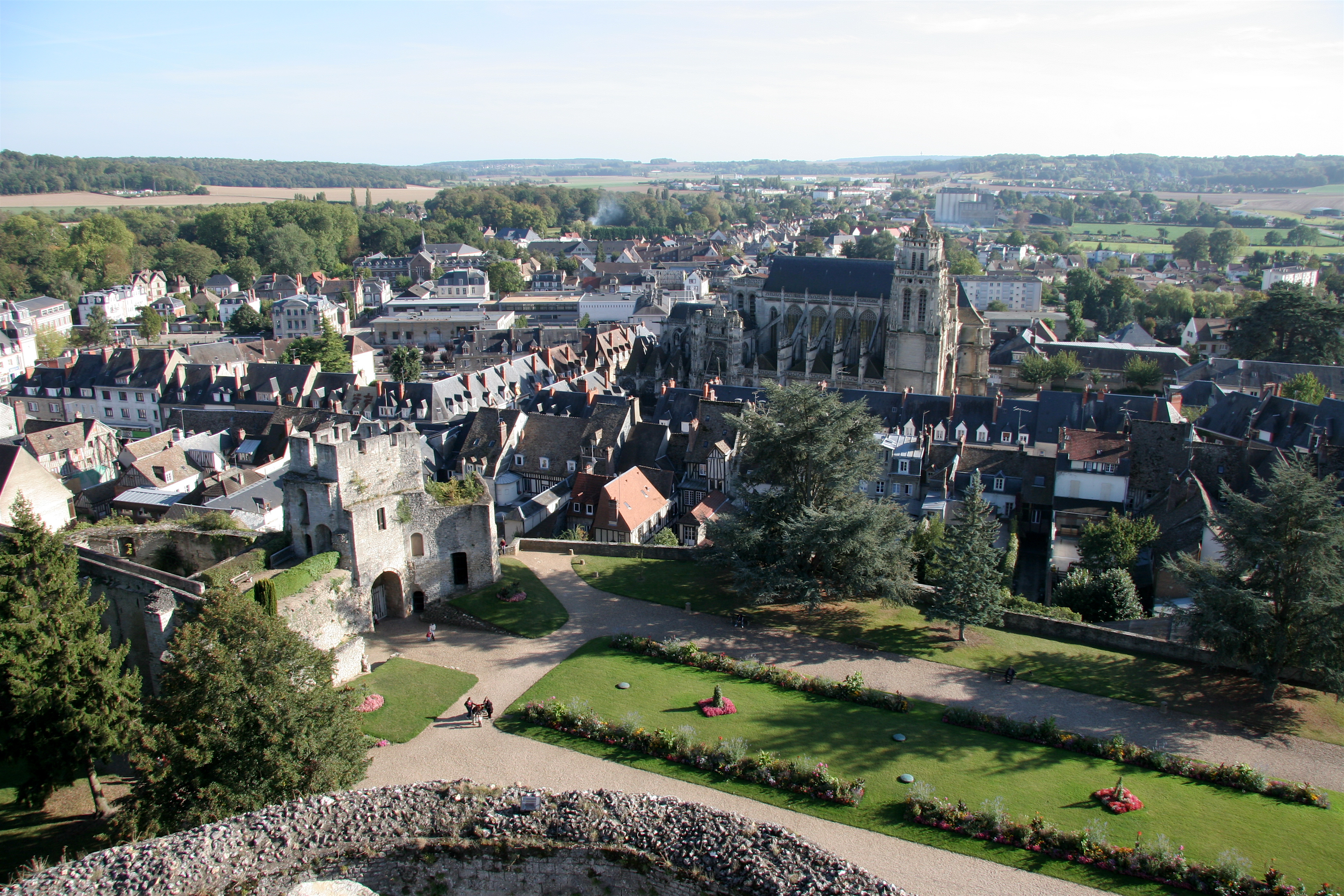
منظر للمدينة من فوق قلعة تيراس

جيزور أو جيجيرش (بالفرنسية: Gisors)‏ هي بلدية فرنسية تتبع المنطقة الحضرية في باريس في فرنسا، وتقع على بعد 62.9 كم شمال غرب قلب باريس. وبحسب تعداد عام 1999، تم تقدير عدد سكان جيزور مع جارتيها تري-شاتو وتري-لا-في مجتمعين 12,669 نسمة.

## معرض صور

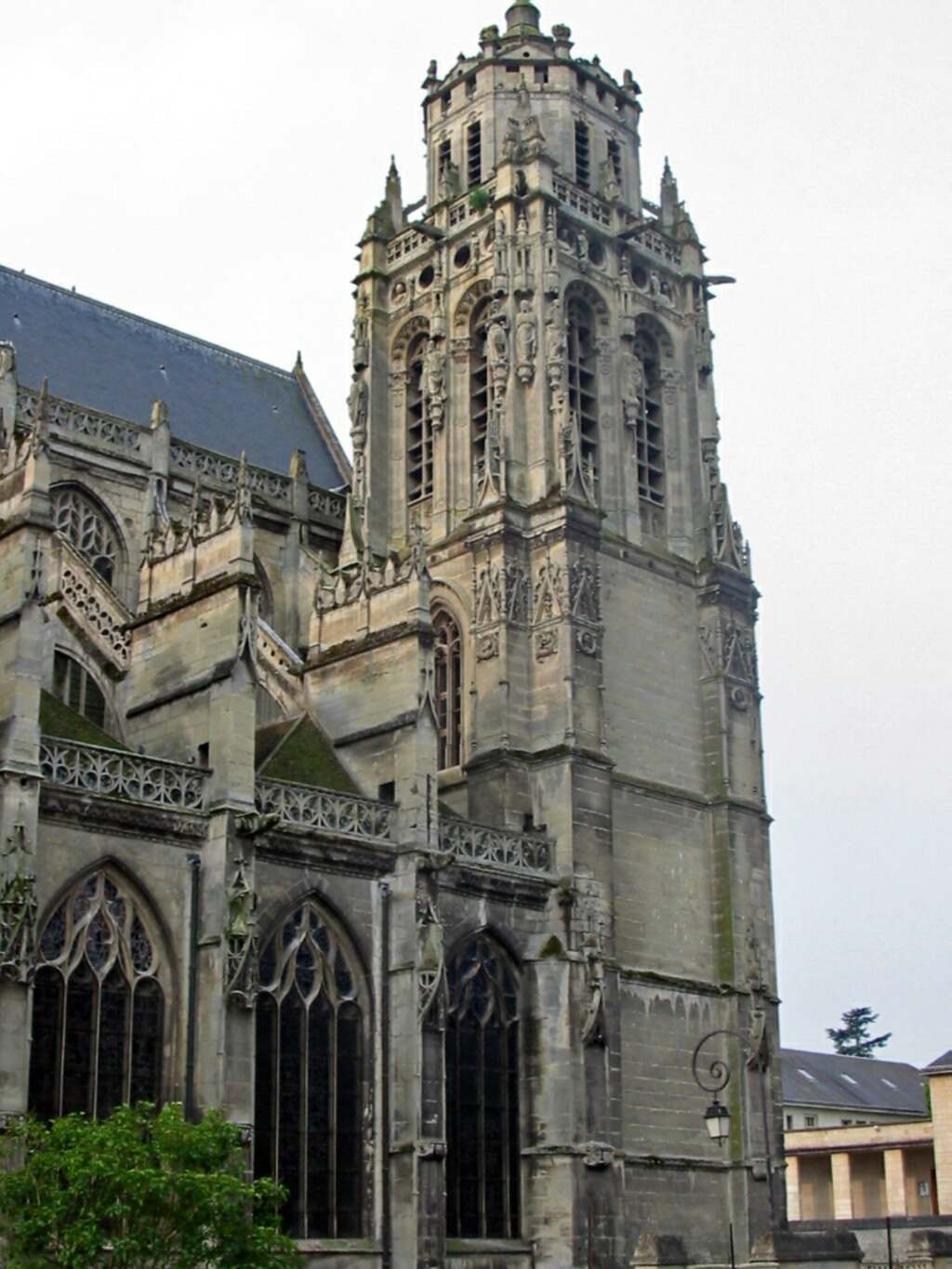
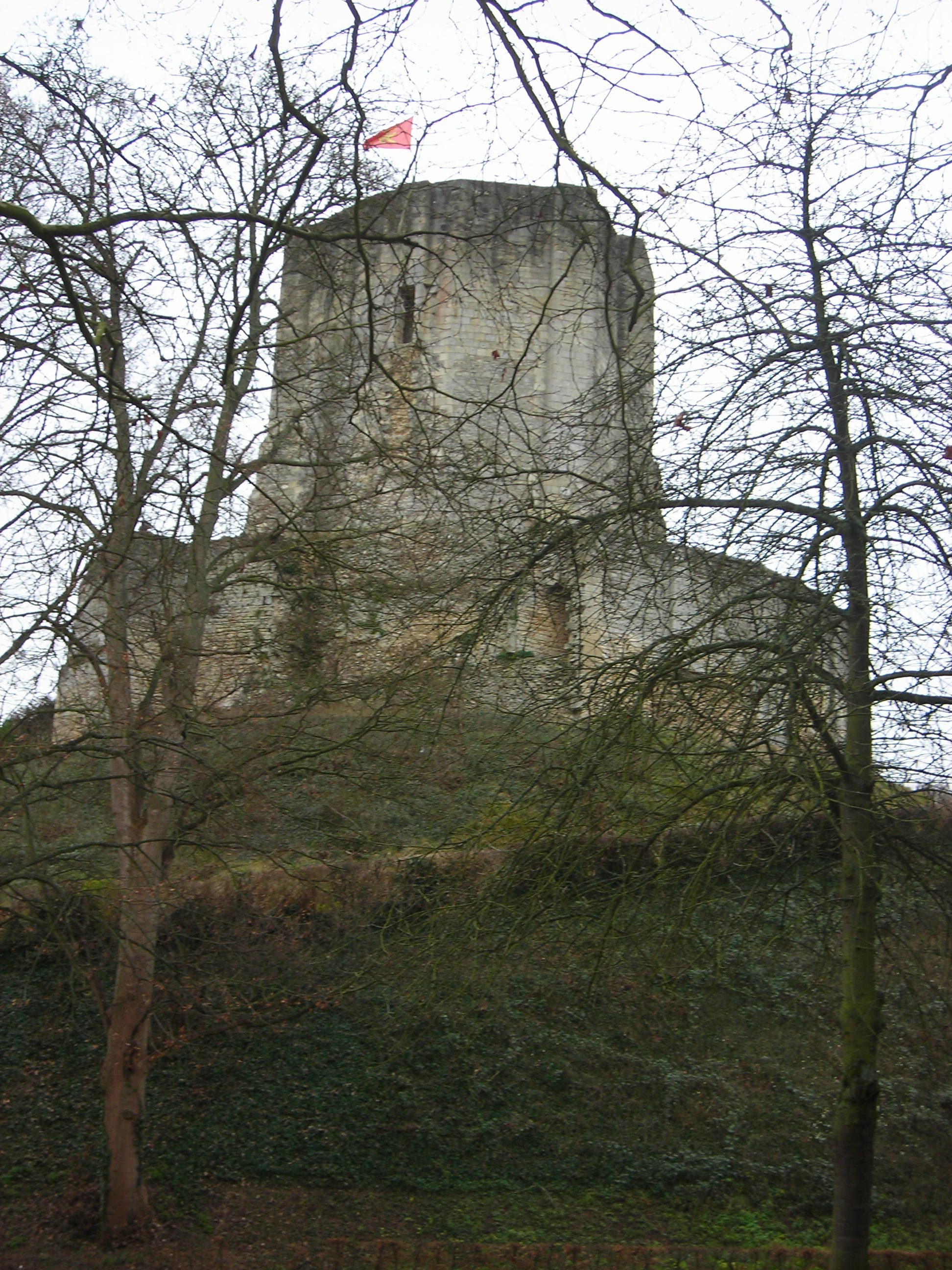
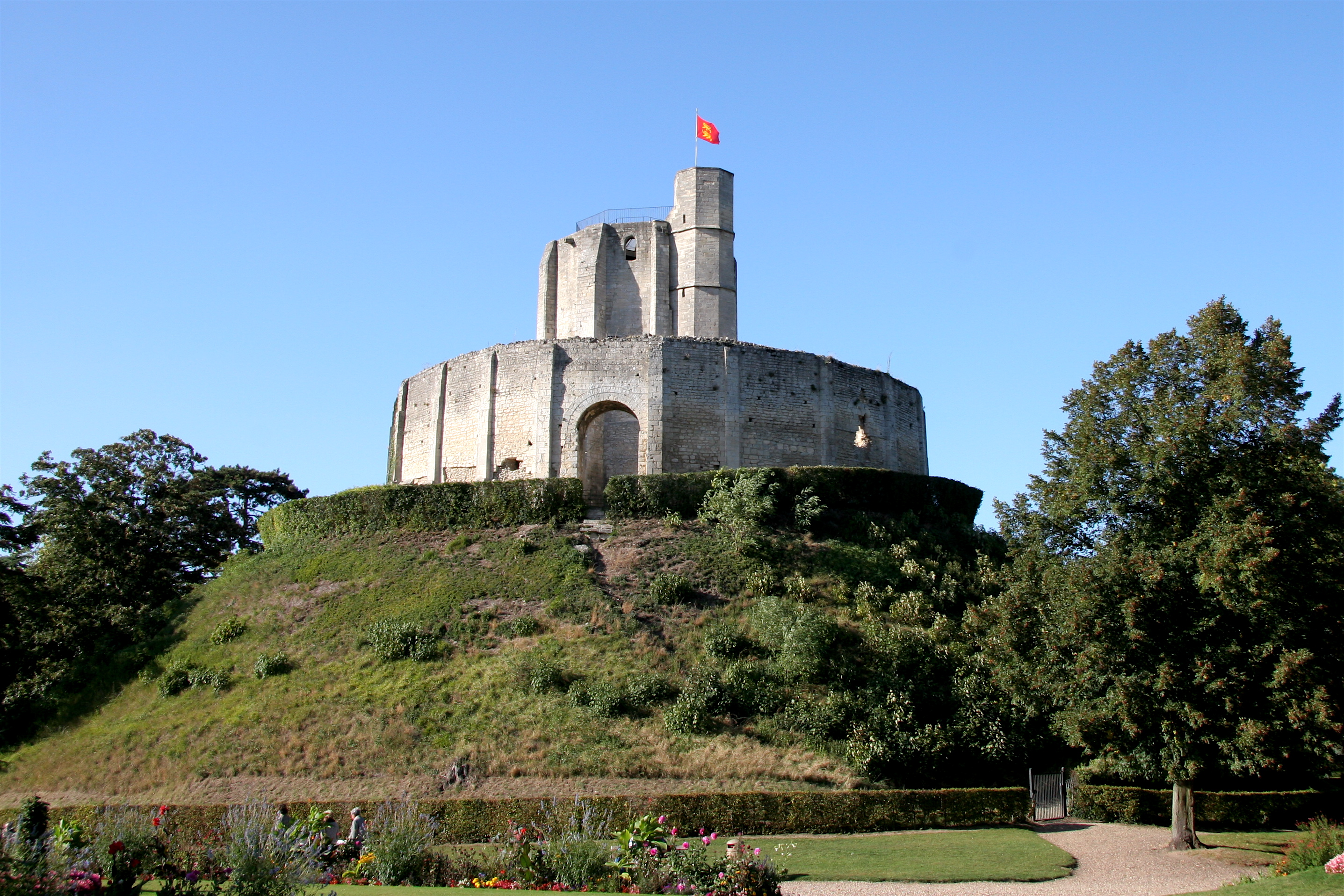

## أعلام
- فريدريك فرانسوا مارسال
- ديدييه ديغارد

## وصلات خارجية
- Official site